# مگان جوی
مگان جوی (انگلیسی: Megan Joy؛ زادهٔ ۱۸ سپتامبر ۱۹۸۵) یک موسیقی‌دان اهل ایالات متحده آمریکا است. وی از سال ۲۰۰۹ میلادی تاکنون مشغول فعالیت بوده است.